# Arxiparquia d'Erbil
L'Arxieparquia d'Erbil (llatí: Archieparchia Arbilensis Chaldaeorum; àrab: إيبارشية أربيل الكلدانية, Ībārxiyyat Arbīl al-Kaldāniyya) és una arxieparquia de l'Església Caldea que depèn de la Metròpoli de Bagdad, a la regió eclesiàstica de l'Iraq. El 2012 tenia 30.000 batejats d'un total de 450.000 habitants. Actualment està regida per l'eparca Bashar Matti Warda.

## Territori
La seu arxieparquial és a la ciutat d'Ankawa, on es troba la catedral de Sant Josep.

## Història
Al segle xviii hi existia una jurisdicció catòlica, després absorbida per l'arxieparquia de Mossul. El 7 de març de 1968 va ser elevada de nou a arxieparquia per Pau VI.

## Cronologia dels arxiparques
- Esteban Babaca (Babeka) † (1969 - 1994)
- Hanna Markho † (1994 - 1996)
- Tiago Ishaq † (1997 - 1999)
- Yacoub Denha Scher † (2001 - 2005)

Seu vacant (2005-2010)
- Bashar Matti Warda, C.Ss.R., des del 24 de maig de 2010